# Salice Salentino novello
Il Salice Salentino novello è un vino DOC la cui produzione è consentita nella provincia di Lecce.

## Caratteristiche organolettiche
- colore: rosso rubino più o meno intenso.
- odore: vinoso, etereo caratteristico, gradevole e intenso.
- sapore: pieno, asciutto, robusto ma vellutato, caldo, armonico.

## Produzione
Provincia, stagione, volume in ettolitri
- Lecce  (1995/96)  157,5
- Lecce  (1996/97)  245,0